# Енеми
The Enemy (Ди Енеми) е британска рок-група, която изпълнява песни в стила на алтернативния и инди рок. Групата е създадена през 2006 г. в Ковънтри, Великобритания от вокалиста Том Кларк, барабаниста Лайм Ватс и двамата китаристи Анди Хопкинс и Крис Алън. Техният стил е повлиян от музиката на групи като Оейзис, Фрателис, Касабиън, Падингтънс, Аш, Маник Стрийт Прийчърс и Стереофоникс.

## Стил
Като цяло, групата следва работата на инди рок (Либъртинс, Пълп) и пънк рок банди (Клаш, Джем). Музикалните критици определят стила на групата като алтернативен рок.

## Състав
- Том Кларк – вокал, китара, пиано
- Лиъм Уаттс – барабан
- Анди Хопкинс – бас китара, вокал
- Крис Ален – ритъм-китара

## Дискография

### Албуми
- We'll Live and Die in These Towns (2007, No. 1 UK – платина)
- Music for the People (2009, No. 2 UK – злато)
- Streets in the Sky (2012, No. 4 UK)

### Сингли
- „It's Not OK“ (2007, Limited Edition Vinyl)
- „Away from Here“ (#8 UK)
- „Had Enough“ (2007, No. 4 UK)
- „You're Not Alone“ (2007, No. 18 UK)
- „We'll Live and Die in These Towns“ (2007, No. 21 UK)
- „This Song“ (2008, No. 41 UK)
- „No Time for Tears“ (2009, No. 16 UK)
- „Sing When You're in Love“ (2009, No. 122 UK)
- „Be Somebody“ (Download Only) – (2009, No. 193 UK)
- „Gimme The Sign“ (free download) (2012)
- „Saturday“ (2012)
- „Like a Dancer“ (2012)

### Видеоклипове
| Година | Име                               |
| ------ | --------------------------------- |
| 2006   | 40 Days & 40 Nights               |
| 2007   | It's not OK                       |
| 2007   | Away from here                    |
| 2007   | Had enough                        |
| 2008   | This Song is about You            |
| 2008   | You're not alone                  |
| 2008   | We'll Live and Die in These Towns |
| 2009   | No time for tears                 |
| 2009   | Sing where you're in love         |
| 2009   | Be Somebody                       |
| 2011   | 1,2,3,4                           |
| 2012   | Saturday                          |
| 2012   | Gimme The Sign                    |
| 2012   | Like A Dancer                     |

## Награди
- Q награди, NME Awards – най-добра група, основана през 2006 година.
- XFM Awards – Най-добър дебютен албум през 2007.